# Franciszek Kotlarczuk
Franciszek Kotlarczuk (ur. 2 listopada 1899 w Łańcucie, zm. ?) – polski urzędnik II Rzeczypospolitej, prezydent Stanisławowa.

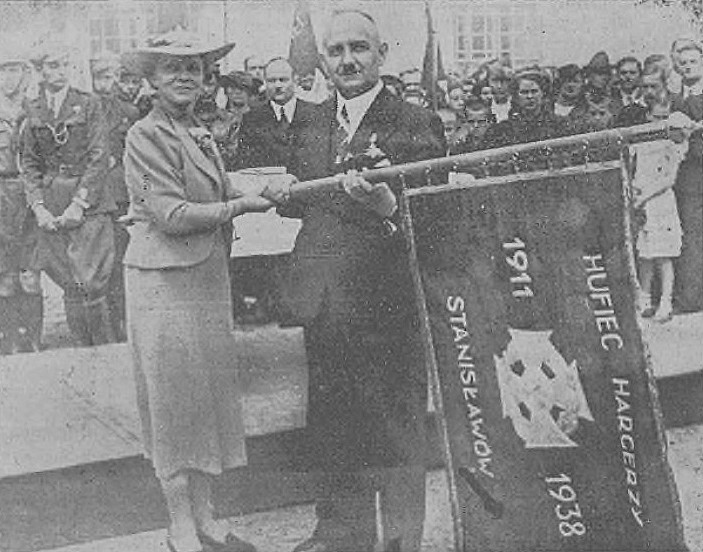
Anna Seydlitz (żona Mieczysława) i Franciszek Kotlarczuk podczas obchodów 25-lecia harcerstwa w Stanisławowie (1938)

## Życiorys
Syn Jana. Ukończył studia wyższe uzyskując tytuł magistra. W Stanisławowie od 1928 był prezesem Związku Legionistów Polskich i podokręgu Związku Strzeleckiego. Od tego roku pracował na różnych stanowiskach w Urzędzie Miasta Stanisławowa. W 1934 został naczelnikiem Wydziału Ogólnego w magistracie. W czerwcu 1935 został wybrany wiceprezydentem miasta. Stanowisko pełnił także po ustąpieniu z urzędu prezydenta Zdzisława Strońskiego (kwiecień 1937). 4 października 1937 został wybrany prezydentem Stanisławowa w wyborach uzupełniających przez Radę Miasta. Urząd prezydenta pełnił do 1939.
Wiosną 1939 został członkiem honorowym klubu Strzelec Górka Stanisławów.

## Ordery i odznaczenia
- Krzyż Niepodległości (6 czerwca 1931)[5]
- Złoty Krzyż Zasługi (19 marca 1931)[6]